# Söderhöjd

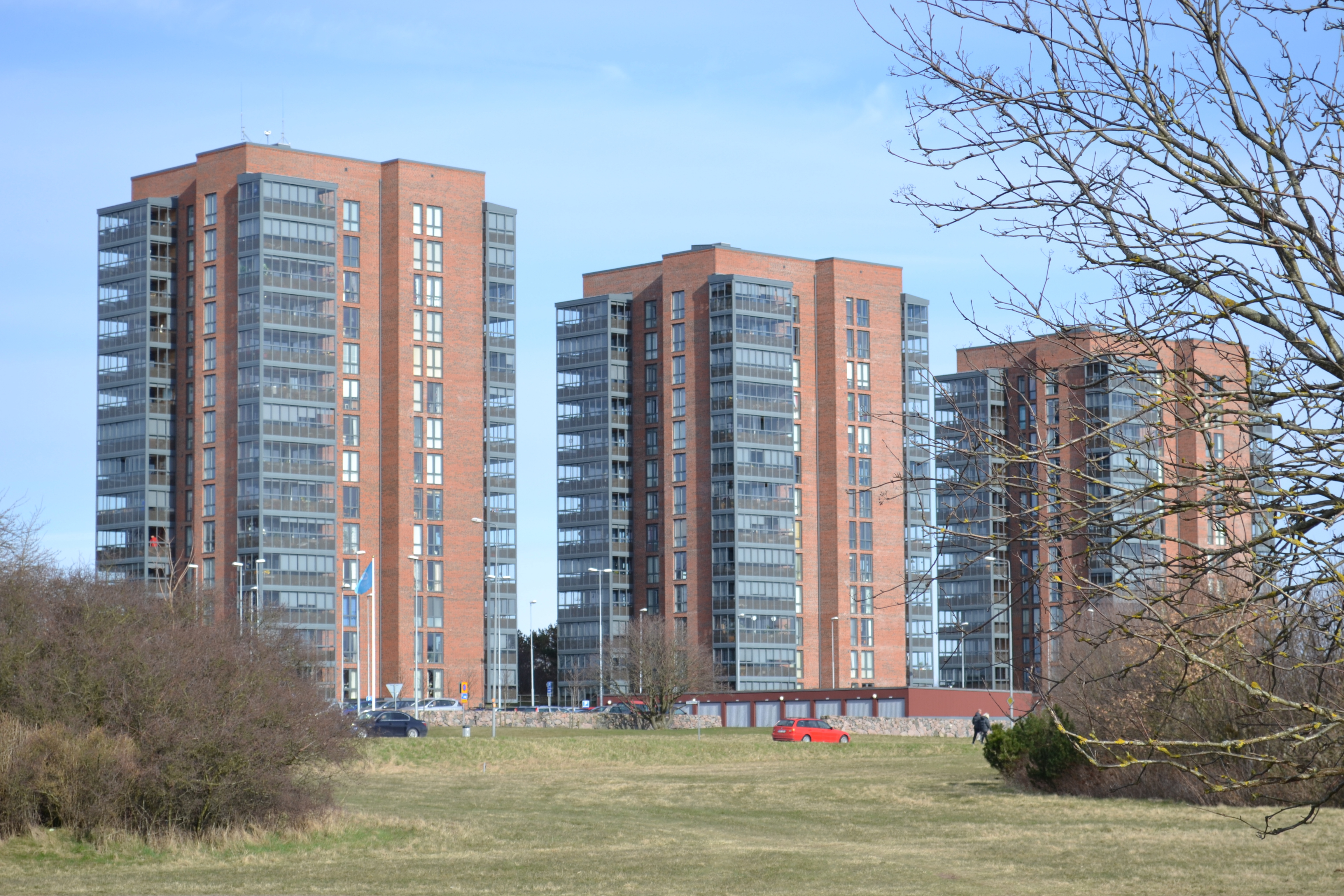
Söderhöjd.

Söderhöjd är tre höghus belägna mellan bostadsområdena Sörsedammen och Breared i Varberg. De är tolv, tretton respektive fjorton våningar höga och stod klara 2007. Husen är ritade av Gert Wingårdh. Från lägenheterna har man fin utsikt över Kattegatt, men också inåt land med de höga sändartornen vid radiostationen i Grimeton som blickfång. Lägenheterna på Söderhöjd är mycket populära och hyrorna är bland de högre i Varberg. Byggnaderna är byggda av tegel (se Bild Nr.1).
Söderhöjd ägs av Varbergs kommuns allmännyttiga bostadsföretag, Varbergs Bostad. Sammanlagt finns 156 lägenheter i husen, fyra på varje våning. Varje lägenhet har en stor inglasad balkong. Husen värms upp med fjärrvärme.